# Xian de Yangdong
Le xian de Yangdong (阳东县 ; pinyin : Yángdōng Xiàn) est un district administratif de la province chinoise du Guangdong. Il est placé sous la juridiction de la ville-préfecture de Yangjiang.

## Démographie
La population du district était de 492 832 habitants en 1999.